# Шишкеевское сельское поселение
Шишкеевское се́льское поселе́ние — муниципальное образование в Рузаевском районе Мордовии Российской Федерации.
Административный центр — село Шишкеево.

## История
Образовано в 2005 году в границах сельсовета.
Законом от 19 мая 2020 года № 31-З, в июне 2020 года в Шишкеевское сельское поселение и одноимённый ему сельсовет включаются населённые пункты из упразяднённого Стрелецко-Слободского сельского поселения и одноимённого ему сельсовета.

## Население
| 2002 | 2010 | 2012 | 2013 | 2014  | 2015 | 2016 |
| ---- | ---- | ---- | ---- | ----- | ---- | ---- |
| 754  | ↘749 | ↘741 | ↘727 | ↘707  | ↘701 | ↘691 |
| 2017 | 2018 | 2019 | 2020 | 2021  |      |      |
| ↘662 | ↘647 | ↘627 | ↘598 | ↗1021 |      |      |

## Состав сельского поселения
| № | Населённый пункт   | Тип населённого пункта | Население |
| - | ------------------ | ---------------------- | --------- |
| 1 | Загорный           | посёлок                | ↘0        |
| 2 | Шишкеево           | село                   | ↘749      |
| 3 | Огарево            | село                   | ↘100      |
| 4 | Стрелецкая Слобода | село                   | ↗402      |